# 陸雲飛
陸雲飛（1919年—1968年），原名陸國基，綽號：「陸零六」，廣東省新會縣人，粵劇名伶、丑生王、電影演員，九歲投班學藝，十六歲拜花旦肖麗章爲師，演丑生成名。

## 生平
1939年赴美國演出粵劇、拍攝約10齣電影及兼營汽車維修。帶回旋轉宇宙燈在舞臺使用，轟動一時。
陸雲飛1949年起在永光明粵劇團（青年猛班，廣州著名青年班霸，以富朝氣、有實力、好技藝、好唱情，馳名見稱整個梨園界裡裡外外）任丑生至1959年，與呂玉郎、楚岫雲、小飛紅合稱四大天王四條巨柱天頂王牌大老倌，長期演出無間，持續合作十年之久至1960年，演出過無數膾炙人口的經典戲寶。觀眾稱讚他們好技藝、好唱情，讚譽陸雲飛為豆泥飛腔、楚岫雲為動聽岫雲腔、呂玉郎、小飛紅為甜美紅腔，長期演出爆棚賣座，譽滿省港澳。
永光明粵劇團乃屬唯一一個堅持到最後一刻才被納入廣東粵劇院的私營劇團，在廣州私人營辦至1960年才被政府收歸國營。
陸雲飛的丑生表演，生活氣息濃郁，講究拙中見巧，靜中見動，身形步法慢中見緊，“面懵心精”。他的拖腔不時類比“吉他”的滑音，奇趣橫生。1965年在《三件寶》中飾錢畢仁和在《盲公問米》中飾盲公，受到戲劇界人士一致讚賞。在《劉金定斬四門》中反串彩旦，飾劉金定的侍女嬌嬌，在《穆桂英》中反串演木瓜，大唱木瓜腔，精彩絕倫，給觀衆留下深刻的印象。

## 部分電影
1. 美國舊金山粵語文藝：《一笑博郎心》（1946年11月），飾演覺先的朋友；
2. 美國舊金山粵語文藝：《光明之路》（1946年12月）；
3. 美國舊金山粵語彩色愛情文藝：《金粉霓裳》（1947年1月），飾演石錚；
4. 美國舊金山粵語黑白愛情文藝：《海角情鴛》（1947年2月），飾演李美娟的父親；
5. 美國舊金山粵語黑白文藝：《情海英雄》（1947年4月）；
6. 美國舊金山粵語喜劇：《黑市夫妻》（1947年6月）；
7. 美國舊金山粵語文藝：《暴雨梨花》（1947年7月），擔任男主角，飾演金耀文；
8. 美國舊金山粵語喜劇：《幸運新娘》（1947年12月）；
9. 美國舊金山粵語彩色喜劇：《爭妍鬥麗》（1948年1月）；
10. 美國舊金山粵語彩色愛情文藝：《金國情緣》（1948年2月），飾演男工；
11. 香港粵語黑白武俠：《花蝴蝶(下集大結局)》（1948年1月）；
12. 香港黑白粵劇：《可憐女》（1950年8月）；
13. 香港彩色粵劇：《佳偶天成》（1950年8月）之《打麵缸》，飾演知縣（丑生）。

## 故居
据史料记载，丑生陆云飞，1939年赴美演出粤剧，在抗战胜利后回到广州，曾居住在恩宁路汇源桥处，后迁至和吉新街。现故居门牌和吉新街1号。大门上，木刻有对联——“厚德载物，和气致祥。横批：薰风南来”。文革时，老屋曾有剧团成员居住，一楼的房间被隔成了宿舍，而客厅则成了陆云飞的排练场所，“剧团成员长时间在此处排练，地砖被磨损得凹凸不平，我只好重新铺设。”现业主梁先生花了几个月，将原本破败不堪的房子修葺。
据业主回忆大概2004年曾有街道工作人员带着文保工作者上门征询意见，希望将房子列为文保单位，然而梁先生担心屋宇一旦列入文保单位，后期保养手续会变得繁琐，因而拒绝，所以故居目前仍非文物保护单位。

## 外部連結
- 香港電影資料館：陸雲飛參演電影的記錄[永久]
- 香港影庫：陸雲飛 （页面存档备份，存于）